# Anonidium
- Commons
- Wikispecies

Anonidium Engl. & Diels  é um género botânico pertencente à família Annonaceae.
As espécies do gênero são nativas da África tropical.

## Espécies
- Anonidium brieyi
- Anonidium floribundum
- Anonidium friesianum
- Anonidium laurentii
- Anonidium le-testui
- Anonidium mannii
- Anonidium usamharense